# 天道盟鷹中會
天道盟鷹中會，是臺灣三大犯罪組織之一的天道盟旗下的分會。

## 簡介
鷹中會活動範圍在大台中地區，總部設在大雅路上。會長李旻修依時任立委羅福助指示在2001年7月15日，於台中市通豪飯店，以「鷹中會台中有限公司」之名舉行餐會，藉此成立鷹中會。2003年查獲其所經營的「勁榮帳務管理公司」涉嫌利用外洩的健保資料進行追討債務。目前在台中以「鷹中合法保全公司」從事八大行業保全服務工作。以及那個茶冷泡茶飲料在台中各大餐廳熱炒店都可看到，鷹中企業現在多為年輕一輩。。

## 組織人事
- 會長：李旻修（平頭修）
- 副會長：吳榮男